# Fäbodträsket (Degerfors socken, Västerbotten)
Fäbodträsket är en sjö i Vindelns kommun i Västerbotten och ingår i Umeälvens huvudavrinningsområde. Sjön har en area på 0,563 kvadratkilometer och ligger 210 meter över havet. Sjön avvattnas av vattendraget Rödån (Rödkullaån). Vid provfiske har bland annat abborre, gers, gädda och löja fångats i sjön.

## Delavrinningsområde
Fäbodträsket ingår i det delavrinningsområde (712672-170412) som SMHI kallar för Utloppet av Fäbodträsket. Medelhöjden är 221 meter över havet och ytan är 3,41 kvadratkilometer. Räknas de 13 avrinningsområdena uppströms in blir den ackumulerade arean 125,15 kvadratkilometer. Rödån (Rödkullaån) som avvattnar avrinningsområdet har biflödesordning 3, vilket innebär att vattnet flödar genom totalt 3 vattendrag innan det når havet efter 74 kilometer. Avrinningsområdet består mestadels av skog (51 procent) och sankmarker (24 procent). Avrinningsområdet har 0,57 kvadratkilometer vattenytor vilket ger det en sjöprocent på 16,6 procent.

## Fisk
Vid provfiske har följande fisk fångats i sjön:
- Abborre
- Gärs
- Gädda
- Löja
- Mört